# Larzac 2003
 (juillet 2023).
 (mai 2010).
Larzac 2003 est une manifestation qui s'est déroulée du 8 au 10 août 2003, sur le Larzac, près de Millau en France, pour les trente ans du premier rassemblement de 1973 de la lutte du Larzac. Ce fut un très grand rassemblement des altermondialistes, qui aurait réuni au moins 200 000 personnes, plus de 300 000 selon les organisateurs,. Des barrages ont été mis en place par les autorités officielles de l'État, pour arrêter l'arrivée de nouveaux manifestants trop nombreux pour la capacité d'accueil du lieu, évitant ainsi une potentielle catastrophe humaine. Larzac 2003 a eu lieu pendant la canicule de 2003 sans que des structures suffisantes de base aient été prévues pour autant de manifestants (eau, etc.).
Le but annoncé de cet événement, proposé en 2002, par la Confédération Paysanne et par l'altermondialiste José Bové et organisé par l'association Construire un Monde Solidaire (créée pour l'occasion et émanant du Comité de Soutien aux inculpés du démontage du McDonald's de Millau en 1999), était la préparation d'un contre-débat à la cinquième conférence ministérielle de l'OMC qui se tenait du 10 au 14 septembre 2003 à Cancún, Mexique.
Le choix du causse du Larzac était hautement symbolique puisqu'il correspondait au 30e anniversaire d'une grande mobilisation de soutien à 103 paysans du Larzac opposés à l'expropriation de leurs terres pour l'extension du camp militaire du Larzac : le rassemblement qui s'était tenu en 1973 sur le site du Rajal Del Gorp. Qui plus est, l'incarcération de José Bové (condamné pour des actions de fauchage d'OGM), une des figures historiques de la Lutte du Larzac, a assuré une importante promotion à l'événement. José Bové a d'ailleurs été libéré quelque temps avant l'événement et a ainsi pu y participer.
Les slogans (parmi d'autres) de l'événement étaient : « D'autres mondes sont possibles », et « Le monde n'est pas une marchandise ».

## La manifestation
Pendant les trois jours, se succédaient débats, tables rondes, concerts petits et grands et tenue de nombreux stands représentant associations, mouvements social et politique.
Différents élus et représentants de mouvements sociaux (politiques, syndicaux, associatifs) y étaient présents.
De nombreux thèmes étaient abordés dans des débats et tables rondes :
- libéralisation des services ;
- privatisation de l'eau ;
- eau : pollution - conflits - alternatives ;
- OGM ;
- école et marchandisation] ;
- mondialisation ;
- décentralisation ;
- l'agriculture, l'accord de Marrakech, et les perspectives de Cancun ;
- politique culturelle des services publics et intermittents du spectacle ;
- réformes des retraites ;
- énergie et services publics ;
- marchandisation de la santé, et sécurité sociale ;
- gestion coloniale et guerrière de la planète ;
- commerce équitable ;
- l'agriculture biologique dans les rapports Nord-Sud.

Des stands représentant différentes mouvances étaient présents :
- un stand sur le logiciel libre, où l'ordinateur était alimenté par des panneaux de cellules photovoltaïques ;
- un stand anarchiste où l'on pouvait notamment trouver le livre Les Anarchistes et Internet, dont un chapitre est consacré à Wikipédia. Les anarchistes s'occupaient d'autres secteurs de cette rencontre et particulièrement se sont attachés à nourrir les participants ainsi que d'autres actions plus « toniques » ;
- la Confédération paysanne ;
- le Réseau Sortir du nucléaire ;
- Amnesty International ;
- l'union syndicale G10 Solidaires (devenue depuis l'Union syndicale Solidaires) ;
- le CIRC et différents produits légaux dérivés du chanvre ;
- France-Amérique Latine parlant des problèmes de l'Amérique du Sud et de l'Amérique centrale après le Plan Condor, et les dictatures imposées par les États-Unis, les problèmes qui persistent, ainsi que les différents moyens que trouvent les populations de ces pays pour se sortir de leur calvaire ;
- un stand sur l'espéranto ;
- un stand sur l'énergie solaire ;
- des squatteurs de villages désertés ;
- accueil paysan ;
- Le stand du Parti socialiste a été démonté par des militants de No vox, anarchistes et d'extrême gauche qui estimaient la présence du PS inopportune en ce lieu[4].
- etc.

La liste des stands, des actions revendicatives, des différents thèmes est impossible à énumérer ici.
Une programmation musicale riche et variée :
Durant toute la rencontre, sur trois scènes officielles et une multitude de mini scènes, des concerts étaient données en permanence, nuit et jour.
Sur la gigantesque scène principale, des groupes très connus, particulièrement engagés étaient invités comme Asian Dub Fondation, le groupe de rap français La Rumeur, ou le chanteur Manu Chao...
Et une radio...
Une radio temporaire a émis pendant les trois journées du festival, RADIO LARZAC. Sous la coordination de Radio Saint-Affrique, elle a fédéré une quarantaine de radios associatives de toute la France. Elle a donné lieu à la création d'une radio pérenne cette fois : Radio Larzac qui s'est créée dans la suite du rassemblement en 2004.

## L’organisation
Plus de six mois avant l'événement, une centaine de bénévoles se sont réunis régulièrement à Millau pour l'organisation. Ils étaient répartis en différentes commissions (stands, forums, restauration, musique, enfants, communication, parking, hébergement). Parallèlement, une équipe de régisseurs professionnels (Philippe Machemehl Direction technique, assisté de 3 régisseurs généraux Sébastien Paul, Jordi Castellano et Didier Collin et assistante de direction Elsa Mino) travaillait afin d'assurer la logistique générale, les autorisations, la sécurité du site et le montage financier. Des aller-retours se faisaient avec Paris pour organiser la mobilisation des associations, partis politiques et syndicats au niveau national. Les projections de mobilisation pour l'organisation se sont faites alors pour 100 000 personnes.
Les organisateurs furent vite dépassés par le succès et l'ampleur de l'événement. Le soir du samedi, le préfet de Lozère (sous l'ordre du ministre de l'intérieur actuel : Nicolas Sarkozy) a décidé de fermer l'accès au site dans la mesure où il ne pouvait plus contenir de personnes supplémentaires : de nombreuses personnes n'ont jamais pu accéder au site du rassemblement : l'autoroute et les voies d'accès étant bloquées. L'une des autres difficultés fut d'assurer l'approvisionnement en eau, durant cet été particulièrement chaud et sec :  ces conditions donnèrent lieu à des files d'attente de plusieurs heures devant les citernes mises à disposition. Néanmoins, pour le nombre de spectateur présent, nous avons eu à déplorer que quelles blessures légères (le plus grave un membre cassé) ce qui est exceptionnel pour ce type de rassemblement. Le démontage a été effectué en temps record, en laissant des prairies empruntés aux agriculteurs sans "un mégot par terre". Cette réussite a été l’œuvre de milliers de bénévoles citoyens qui ont permis la réussite de ce rassemblement.

## Filmographie
- Larzac 2003 : genèse et coulisses d'un rassemblement - Rassemblement contre la 5e conférence ministérielle de l'OMC - Un film documentaire de  Grégory Auzuech - 2004 - France - 110 minutes
- Tous au Larzac - Un film documentaire de Christian Rouaud - 2011 - France - 1h58